# Tribu des rats
Tribu des rats ou tribu de souris (en chinois : 鼠族; pinyin: shǔ zú) est une locution, en Chine, pour décrire les travailleurs migrants pauvres qui logent dans les sous-sols des centres urbains. À Pékin, les autorités municipales évaluent, à 281 000  le nombre des personnes vivant dans cette situation sur les 6 à 7 millions de migrants que compte la ville.

## Dénomination
L'appellation tribu des rats largement diffusée par les médias chinois est très péjorative. Cela s'explique en partie parce qu'elle opère une analogie avec le rat et son mode de vie souterrain. Le caractère insultant et stigmatisant de cette expression prend place dans un contexte social où les individus qui vivent dans des logements souterrains sont confrontés à des situations de discrimination dans la société urbaine chinoise qui nourrit à leur encontre des préjugés véhiculant la peur, le désir de ségrégation spatiale et les assimile à des nuisibles.

## Contextes historique et social
Le phénomène de la tribu des rats est directement lié à la question de l'exode rural vers les grandes villes de Chine et concerne les travailleurs migrants, appelés mingong ou shuzu,, qui en s'installant en ville ne peuvent pas trouver de loyers en relation avec leur bas niveau salarial en raison d'un contexte où le prix de ces loyers urbains ne cessent d'augmenter
,,. Par ailleurs beaucoup de chinois qui viennent depuis les campagnes n'ont pas le permis de résidence obligatoire, appelé  hùkǒu, pour s'installer légalement sur le territoire et avoir notamment accès à un logement à loyer modéré en ville. Ces différents facteurs ont entrainé une augmentation des installations illégales dans les grandes villes. 
À la fin des années 1990 pour pallier cette situation, le gouvernement a autorisé la conversion en logement de 5500 abris anti-aériens à Pékin. Ces abris avaient été construits dans les sous-sols de la ville, sur ordre de Mao Tsé-Toung, durant les années 1950 pour se protéger d'un risque supposé d'offensive aérienne lors d'une période diplomatique tendue entre l'URSS et la Chine
. Cet ensemble architectural  forme une véritable ville sous terre composée de couloirs reliant les points névralgiques de la ville en surface à des abris anti-aériens ou encore des écoles, des hôpitaux, des usines, des magasins, des restaurants, des théâtres, et une patinoire à roulettes. On estime que 13% seulement de la superficie de l'espace souterrain de Pékin serait habité.
Les résidents de logements souterrains sont locataires de leur logement et il existe des résidents qualifiés d'illégaux installés dans des zones du sous-sol non privatisées et hors du marché locatif. Si les migrants des campagnes sont considérés comme la tribu des rats, on a observé que des Pékinois possédant le permis de résidence et touchant de bas salaires vivent également dans des logements souterrains. Leur présence, ainsi que celle d'habitants illégaux, pourrait faire passer les estimations des autorités pékinoises de 281 000 à 1 million d'habitants sous la terre,,. La principale motivation des travailleurs pauvres pour vivre dans l'espace souterrain tient au fait qu'ils recherchent à être proche de leur lieu de travail en centre-ville afin de limiter les coûts des déplacements pendulaires entre le centre et la périphérie, voire d'utiliser ce temps de transport économisé pour prendre un deuxième emploi rémunérateur. De plus s'installer en centre-ville offre de multiples avantages du point de vue des services publics tels qu'un accès à un meilleur système d'éducation pour les enfants et de meilleures prestations de santé. 
Durant les trois ans précédant l'année 2015 le gouvernement de Pékin a montré son souhait de contrôler l'utilisation du sous-sol en expulsant 120 000 résidents de la partie souterraine de la ville,, pour réaliser des projets immobiliers. 7 250 installations sur une surface de 7 000 000 m2 ont été découvertes lors de ces expulsions

## Conditions de logement
Les logements souterrains ne sont pas à proprement parler des logements insalubres mais l'espace dédié pour un logement peut ne pas dépasser les 4 m2 au sol, et la moyenne de la superficie habitable est de 9,75 m2. Ils peuvent être situés jusqu'à 18 mètres sous la surface, n'offrant par conséquent aucun accès à la lumière naturelle ou d'ouverture vers l'extérieur ce qui en fait des lieux où la chaleur peut être étouffante et l'humidité présente. Le loyer moyen est de 70$ par mois. L'eau s'engouffrant dans les tunnels en contrebas de la surface du sol, les épisodes d'inondation à Pékin ont déjà provoqué la mort de nombreux résidents de logements souterrains. La crise du logement pour s'installer en centre ville de Pékin est si importante pour les migrants que d'autres parties souterraines de la ville tels que les égouts, ou à l'inverse des parties aériennes comme les toits d'habitations, ont également été investis illégalement pour s'y loger.